# Dekanat Constantiaberg (archidiecezja kapsztadzka)
Dekanat Constantiaberg  – jeden z 8 dekanatów rzymskokatolickiej archidiecezji kapsztadzkiej w Południowej Afryce. 
Według stanu na listopad 2017 w skład dekanatu Constantiaberg wchodziło 12 parafii rzymskokatolickich. Urząd dziekana sprawował wówczas Fr Paul Taylor. 

## Lista parafii
Źródło:
| Lp. | Miejscowość | Parafia                                          | Grafika | Kościół                                                        | Adres                                              | Proboszcz                |
| --- | ----------- | ------------------------------------------------ | ------- | -------------------------------------------------------------- | -------------------------------------------------- | ------------------------ |
| 1   | Bergvliet   | Parafia Najświętszego Odkupiciela                |         | Kościół Najświętszego Odkupiciela w Bergvliet                  | Bergvliet Road Bergvliet 7945                      | Fr Gerard McCabe, CSsR   |
| 2   | Constantia  | Parafia Nawiedzenia Najświętszej Maryi Panny     |         | Kościół Nawiedzenia Najświętszej Maryi Panny w Constantia      | 4 Price Drive Constantia 7806                      | Fr Robert Bissell        |
| 3   | Grassy Park | Parafia Najświętszej Maryi Panny Królowej Pokoju |         | Kościół Najświętszej Maryi Panny Królowej Pokoju w Grassy Park | Corner 1st Road & 4th Avenue Grassy Park 7941      | Fr Baiju Mundackal, MSFS |
| 4   | Hout Bay    | Parafia św. Antoniego                            |         | Kościół św. Antoniego w Hout Bay                               | 3 St Anthony’s Road Hout Bay 7806                  | Fr Noel Rucastle         |
| 5   | Plumstead   | Parafia św. Piusa X                              |         | Kościół św. Piusa X w Plumstead                                | Corner Lympleigh Road & Naruna Crescent Southfield | Fr Mark Foster           |
| 6   | Retreat     | Parafia Matki Bożej Nieustającej Pomocy          |         | Kościół Matki Bożej Nieustającej Pomocy w Retreat              | Retreat Road Retreat 7945                          | Fr Tyrone Sam, CSsR      |
| 7   | Rondebosch  | Parafia św. Michała                              |         | Kościół św. Michała w Rondebosch                               | 23 Rouwkoop Road Rondebosch 7700                   | Fr Harrie Hovers         |
| 8   | Newlands    | Parafia św. Bernarda                             |         | Kościół św. Bernarda w Newlands                                | Corner Protea & Stirling Road Newlands             | Fr Paul Taylor           |
| 9   | Claremont   | Parafia św. Ignacego                             |         | Kościół św. Ignacego w Claremont                               | 30-32 Imam Haron Rd Claremont 7708                 | Fr Paul Taylor           |
| 10  | Steenberg   | Parafia św. Anny                                 |         | Kościół św. Anny w Steenberg                                   | 17 Grens Road Steenberg 7945                       | Fr Philip Mangatt, MSFS  |
| 11  | Wynberg     | Parafia Bożego Ciała                             |         | Kościół Bożego Ciała w Wynberg                                 | Castletown Road Wynberg 7800                       | Fr Manuel Fernandes, SAC |
| 12  | Wynberg     | Parafia św. Dominika                             |         | Kościół św. Dominika w Wynberg                                 | Convent Road Wynberg                               | b.d.                     |